# Landmine Marathon
Landmine Marathon je američki death metal-sastav iz Phoenixa, jedan od rijetkih koji za prvi vokal ima pjevačicu.

## O sastavu
Sastav su 2004. godine osnovali basist Matt Martinez, bubnjar Mike Pohlmeier te pjevačica Grace Perry. Svoj prvi studijski album Wounded objavljuju 2006. za diskografsku kuću Level Plane, nakon čega im se pridružuje gitarist Ryan Butler. Iduće godine objavljuju split album sa sastavom Scarecrow, a 2008. drugi studijski album Rusted Eyes Awake na kojem su gostovali Antony Hämäläinen iz Nightragea, te Jonny Davy iz sastava Job For A Cowboy. Nakon toga objavljuju još jedan split album, ovaj put sa sastavom Funeral Pyre, te potpisuju za diskografsku kuću Prosthetic Records, za koju objavljuju svoj treći studijski album Sovereign Descent. Njihov najnoviji studijski album Gallows objavljen je u rujnu 2011. U ljeto 2012., pjevačica Grace Perry je iz osobnih razloga napustila sastav, a zamijenila ju je Krysta Martinez iz portlandskog sastava Transient, s kojom su snimili dva singla, "Dead Horses" i "Bile Towers".

## Članovi sastava
Trenutačna postava
- Krysta Martinez - vokal (2012.-)
- Dylan Thomas - gitara (2008.-)
- Ryan Butler - gitara (2006.-)
- Matt Martinez - bas-gitara, dodatni vokali (2004.-)
- Raul Varela - bubnjevi (2012.-)

Bivši članovi
- Grace Perry - vokal (2004. – 2012.)
- Mike Pohlmeier - bubnjevi (2004. – 2011.)
- Jeff Owens - gitara (2007. – 2008.)
- Mike Waldron - gitara (2004. – 2007.)
- Eric Saylor - gitara (2004. – 2006.)
- Andy York - bubnjevi (2011. – 2012.)
- Nick Ziska - gitara (2005.)

## Diskografija
Studijski albumi
- Wounded (2006.)
- Rusted Eyes Awake (2008.)
- Sovereign Descent (2010.)
- Gallows (2011.)

Split albumi
- Landmine Marathon / Scarecrow (2007.)
- Landmine Marathon / The Funeral Pyre (2009.)

EP
- Landmine Marathon (2012.)

## Vanjske poveznice
- Službena stranica